# Pygommatius montanus
Pygommatius montanus är en tvåvingeart som beskrevs av Scarbrough och Hill 2005. Pygommatius montanus ingår i släktet Pygommatius och familjen rovflugor.
Artens utbredningsområde är Filippinerna. Inga underarter finns listade i Catalogue of Life.